# J1・J2入れ替え戦
J1・J2入れ替え戦（ジェイワン・ジェイツーいれかえせん、J1/J2 Play-Offs）は、日本プロサッカーリーグ (Jリーグ) において2004年シーズンから2008年シーズンまで行われていた入れ替え戦である。

## 概略
1999年から導入されたJリーグの2部制において、ディビジョン1（J1） とディビジョン2（J2） の入れ替えは、J1の年間成績下位2クラブとJ2の年間成績上位2クラブを自動的に入れ替える形で行われていた（2部制初年度である1999年シーズンのJ1参入クラブは前2年度の成績を加味した上でJ1参入決定戦を実施して決定）。
2004年2月17日の理事会において、翌2005年シーズンからのJ1クラブ数をそれまでの16クラブから18クラブに拡大することと、J1チーム数の増に伴う入れ替えクラブ数増の一環として自動入れ替えと平行して「J1・J2入れ替え戦」を導入することを決定した。
2008年6月のJリーグの理事会および同年7月の日本サッカー協会理事会において「J2リーグの将来像」が定められた。これによると「J2リーグが18クラブになったシーズンから、J1とJ2の入れ替え戦を廃し、リーグ戦成績をもって昇降格要件とする」、すなわちJ2リーグ戦の上位3クラブとJ1リーグ戦の下位3クラブが自動的に入れ替わる（ただし、J2所属クラブは、リーグが別に定めるJ1昇格基準を満足しない場合、順位に関わらず昇格できない。その場合は入れ替えクラブ数がその分少なくなる）こととされた。
その後の実行委員会で複数のクラブのJ2への新規参入が認められたことにより2009年シーズンのJ2参加クラブ数が18に達したため、入れ替え戦は2008年シーズンを以って廃止され、2009年シーズンからはJ1下位3クラブとJ2上位3クラブによる自動入れ替えに変更された。
その後
2013年シーズンからJ2からの自動昇格枠が再び2クラブとなり、J2年間順位の3位から6位までの4クラブによりJ1昇格の「3クラブ目」を争うプレーオフ（J1昇格プレーオフ）が導入された。
さらに2018年シーズンからは、「J1参入プレーオフ」へと衣替えし、J2年間順位の3位から6位までの4クラブによるプレーオフ（従来の「昇格プレーオフ」の勝者）が、J1年間16位のチームと対戦、勝者が次年度のJ1在籍となることとなった（事実上の入れ替え戦の復活）。

## 入れ替え戦の規定

### 出場クラブ
J1リーグ・年間成績16位のクラブとJ2リーグ・年間成績3位のクラブが出場する。
ただし、「J1・16位」という意味合いは年度によって違いがある。
- 2004年は翌2005年よりJ1リーグの参加クラブ数が"16"から"18"に増やされることが決まっていたため、J1からの自動降格はなし。このため、J1からは最下位である年間成績16位のクラブが出場。
- 2005年から2008年まではJ1からの自動降格が復活。J1からは年間成績17位と18位のクラブが自動降格し、入れ替え戦には下から3番目である年間成績16位のクラブが出場。

### 試合形式
ホーム・アンド・アウェーでの2回戦制（第1戦はJ2所属、第2戦はJ1所属クラブのホームでの開催）で行われ、勝利数の多い方が勝者となり、次年度J1リーグ所属となる。2試合とも原則として延長戦は行わず、90分終了時点で同点の場合は引き分け。
2試合における勝利数が同数となった場合は下記の順に勝敗を決定することとしていた。
1. 2試合における得失点差（＝合計得点数）
2. アウェーでの得点数（アウェーゴールルール。2006年から採用）
3. 第2戦の後半終了後、引き続き15分ハーフの延長戦（アウェーゴールルールは採用せず・2004年のみVゴール方式）
4. PK戦（双方5人ずつ。決着しない場合は6人目以降サドンデス方式）

なお、実施された5年間のうち、2006年にアウェーゴールルールが適用になった以外はすべて勝利数で決している。

## 試合結果
各試合の左側がホームチーム。

### 2004年
| 2004年12月4日 第1戦 | アビスパ福岡 （J2・3位） | 0 - 2    | 柏レイソル （J1・16位）         | 福岡市                                                           |
| 13:03               |                          | 公式記録 | - 大野敏隆 47分 - 谷澤達也 89分 | 競技場: 東平尾公園博多の森球技場 観客数: 20,522人 主審: 吉田寿光 |

| 2004年12月12日 第2戦 | 柏レイソル                        | 2 - 0    | アビスパ福岡 | 柏市                                                     |
| 15:04                | - 宇野沢祐次 57分 - 波戸康広 61分 | 公式記録 |              | 競技場: 日立柏サッカー場 観客数: 13,149人 主審: 柏原丈二 |

- 通算2勝0敗、トータルスコア4-0で柏がJ1残留。対する福岡は4シーズンぶりのJ1復帰ならず。
- 第1戦では地元サポーターの応援を喚起するためもあって、入場料を全席自由・1000円均一とする措置が執られた。
- テレビ中継はいずれもローカル放送で、千葉テレビが2試合とも中継（第1戦は録画、第2戦は生放送）。また、TVQ九州放送が第1戦を、NHK福岡放送局が第2戦をいずれも生中継した。

### 2005年
| 2005年12月7日 第1戦 | ヴァンフォーレ甲府 （J2・3位） | 2 - 1    | 柏レイソル （J1・16位） | 甲府市                                                                   |
| 19:04               | - 倉貫一毅 25分 - バレー 48分  | 公式記録 | レイナウド 11分         | 競技場: 山梨県小瀬スポーツ公園陸上競技場 観客数: 12,372人 主審: 柏原丈二 |

| 2005年12月10日 第2戦 | 柏レイソル                          | 2 - 6    | ヴァンフォーレ甲府                                 | 柏市                                                     |
| 15:04                | - レイナウド 52分 - 宇野沢祐次 86分 | 公式記録 | - バレー 10分, 27分 (pen.), 53分, 68分, 69分, 87分 | 競技場: 日立柏サッカー場 観客数: 12,013人 主審: 岡田正義 |

- 通算2勝0敗、トータルスコア8-3で甲府がJ1昇格（初昇格）。対する柏は初のJ2降格。
- 第1戦では試合終了間際の後半ロスタイムに停電のため照明塔が消え、試合が35分間中断した。
- 第2戦での甲府のバレーの6ゴールは、2019年にマイケル・オルンガにより（J2リーグ、8ゴール）破られるまでJリーグ公式戦1試合個人最多ゴールであった。
- この年以降、スカイパーフェクTV!で有料の生中継が行われている。地上波はローカル放送で、第1戦はNHK甲府放送局が、第2戦は千葉テレビと山梨放送がいずれも生中継した。

### 2006年
| 2006年12月6日 第1戦 | ヴィッセル神戸 （J2・3位） | 0 - 0    | アビスパ福岡 （J1・16位） | 神戸市                                                         |
| 19:02               |                            | 公式記録 |                           | 競技場: 神戸ウイングスタジアム 観客数: 12,009人 主審: 柏原丈二 |

| 2006年12月9日 第2戦 | アビスパ福岡  | 1 - 1 (1 - 1 agg.) | ヴィッセル神戸 | 福岡市                                                           |
| 16:04               | 布部陽功 84分 | 公式記録           | 近藤祐介 60分  | 競技場: 東平尾公園博多の森球技場 観客数: 13,102人 主審: 西村雄一 |

- 通算2分け、トータルスコア1-1、アウェーゴール1-0で神戸がJ1昇格（1シーズンでのJ1復帰）。対する福岡は1シーズンでのJ2降格（通算2度目のJ2降格）。
- 第2戦はNHK BS1で生中継で放送され、NHK福岡放送局がBS1とのサイマル放送により生中継を行った。

### 2007年
| 2007年12月5日 第1戦 | 京都サンガF.C. （J2・3位） | 2 - 1    | サンフレッチェ広島 （J1・16位） | 京都市                                                                             |
| 19:06               | 田原豊 28分, 39分          | 公式記録 | 平繁龍一 88分                   | 競技場: 京都市西京極総合運動公園陸上競技場兼球技場 観客数: 12,637人 主審: 岡田正義 |

| 2007年12月8日 第2戦 | サンフレッチェ広島 | 0 - 0    | 京都サンガF.C. | 広島市                                                   |
| 16:04               |                    | 公式記録 |                | 競技場: 広島ビッグアーチ 観客数: 23,162人 主審: 西村雄一 |

- 通算1勝1分け、トータルスコア2-1で京都が1シーズンぶり3度目のJ1昇格。対する広島は5シーズンぶり2度目のJ2降格。
- 第2戦ではサポーターの応援を喚起する目的で、入場料を全席自由・1000円均一とする措置が執られた。
- 2試合ともNHK BS1で生中継された。第2戦はNHK広島放送局とKBS京都がいずれも生中継した（KBS京都は16:30から）。スカパー!（旧スカイパーフェクTV!）での放送はパーフェクト・チョイスおよびe2 by スカパー!のスカチャンによるペイ・パー・ビューに移行している。

### 2008年
| 2008年12月10日 第1戦 | ベガルタ仙台 （J2・3位） | 1 - 1    | ジュビロ磐田 （J1・16位） | 仙台市                                                           |
| 19:04                | ナジソン 41分            | 公式記録 | 松浦拓弥 53分             | 競技場: ユアテックスタジアム仙台 観客数: 18,974人 主審: 扇谷健司 |

| 2008年12月13日 第2戦 | ジュビロ磐田        | 2 - 1    | ベガルタ仙台 | 磐田市                                                           |
| 16:04                | 松浦拓弥 41分, 70分 | 公式記録 | 梁勇基 89分  | 競技場: ヤマハスタジアム（磐田） 観客数: 16,693人 主審: 岡田正義 |

- 通算1勝1分け、トータルスコア3-2で磐田がJ1残留。対する仙台は6シーズンぶりのJ1復帰ならず。
- 2試合ともNHK BS1で中継録画された。また、NHK仙台放送局が2試合とも生中継（第1戦は19:30から）、NHK静岡放送局が第2戦を生中継した。第1戦は東北放送と静岡放送がラジオで生中継した。
- Jリーグ公式戦初のインターネットラジオ中継実験配信を実施した。
- サッカーダイジェストの特集『 [ライター7人が語る] ~忘れられない一戦STORY~ 』の中でサッカーライターの清水英斗がこの試合を選出。現役最後の試合となった名波浩と両チームの激闘ぶりについて論じた[5]。